# سينما اليابان

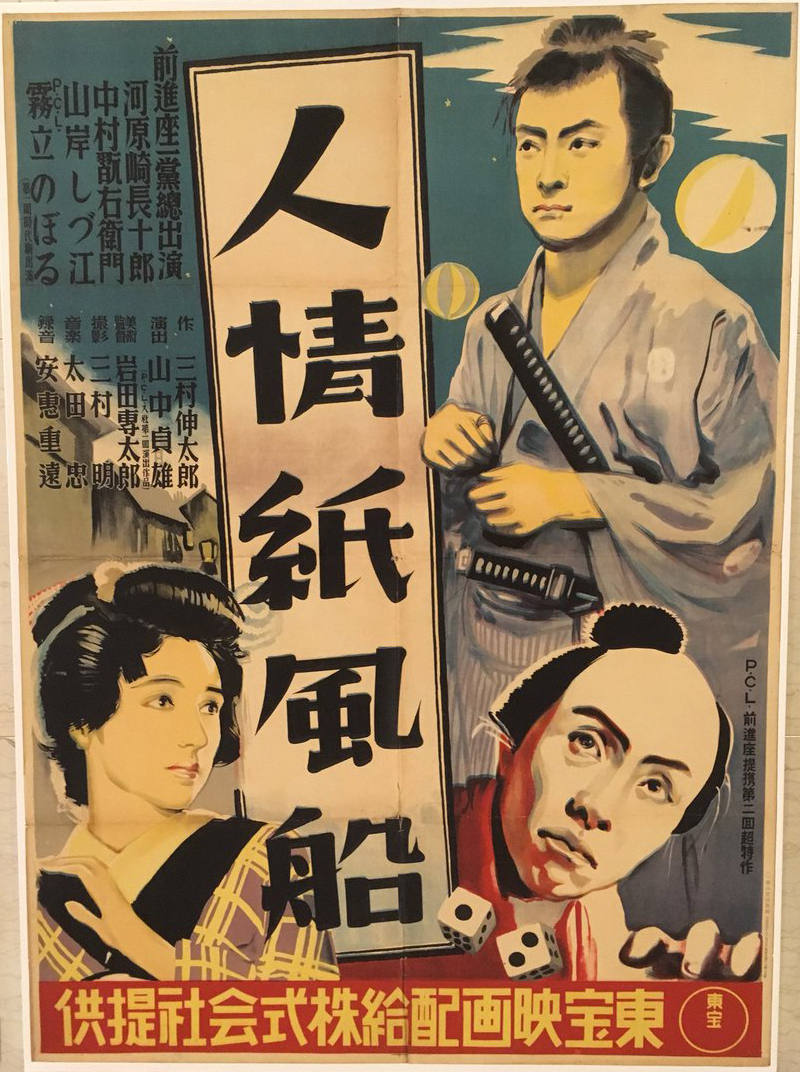
بوستر لفيلم ياباني بعنوان "الإنسانية والبالون الورقي"

السينما في اليابان لها تاريخ يعود إلى أكثر من 100 سنة خلت. اليابان بها إحدى من أقدم وأكبر صناعات السينما في العالم - فمن عام 2009 كانت الرابعة حسب عدد الأفلام الطويلة المنتجة. وفي عام 2011 أنتجت اليابان 411 فيلما طويلا حققت ما مجموعه 54.9٪ من مجموع أرباح التذاكر في اليابان البالغ مجموعه 2.33 مليار دولار. وقد تم إنتاج الأفلام في اليابان منذ عام 1897، عندما وصل أول المصورين الأجانب. قدمت مجلة ايت أند ساوند، في ترتيبها لأفضل الأفلام التي أنتجت في آسيا، وكانت هناك ثمانية أفلام اليابان بين أعلى 12، وكان فيلم قصة طوكيو في المرتبة الأولى. حازت اليابان على جائزة الأوسكار لأفضل فيلم بلغة أجنبية أربع مرات، أكثر من أي بلد آخر في آسيا. هناك بعض الأفلام البارزة اليابانية مثل قصة طوكيو، الساموراي السبعة، أوجتسو، نامبوبو، في عالم الحواس، وغودزيلا.

## أنواع السينما اليابانية
- أنمي : هي الرسوم المتحركة الخاصة باليابان.
- جيدايغيكي : أفلام تصور حقبات تاريخية على الأغلب للساموراي
- أفلام رعب يابانية : هي أفلام رعب يابانية
- كايجو : أفلام المخلوقات المتوحشة
- أفلام بينك : أفلام جنسية من النوع الخفيف
- أفلام ياكوزا : أفلام حول عصابات الياكوزا
- أفلام سيشون : أفلام لليافعين